# Источно Сарајево
Сарајево или Источно Сарајево (раније Сарајево Републике Српске, па Српско Сарајево), је насељено мјесто у граду Источном Сарајеву, Република Српска, БиХ. Највећи дио пријератног насељеног мјеста Сарајево припада Федерацији БиХ, а мањи периферни дијелови припадају Републици Српској. Дијелови насељеног мјеста Сарајево у Републици Српској простиру се у три општине: Источна Илиџа, Источно Ново Сарајево и Источни Стари Град. Према прелиминарним подацима пописа становништва 2013. године, у насељеном мјесту Сарајево (Сарајево дио — Илиџа, Сарајево дио — Нови Град, Сарајево дио — Стари Град и Сарајево дио — Ново Сарајево) укупно је пописано 14.364 лица. У овом насељеном мјесту налази се сједиште општине Источна Илиџа.

## Географија
Дијелови градских четврти која се налазе у саставу насељеног мјеста Сарајево (Источно Сарајево):
Сарајево дио — Илиџа
- Бијело Поље
- Блаца
- Васковићи
- Војковићи
- Горњи Которац
- Доњи Которац
- Грлица
- Доње Младице
- Кула
- Шешлије

Сарајево дио — Нови Град
- Вељине
- Добриња 1
- Добриња 4
- Насеље Старосједилаца
- Соко

Сарајево дио — Стари Град
- Златиште
- Јарчедоли
- Махмутовац
- Мошћаница

Сарајево дио — Ново Сарајево
- Враца
- Горњи Ковачићи

## Становништво
Већина становништва Сарајева у Републици Српској живи у дијеловима који припадају општини Источна Илиџа (Сарајево дио — Илиџа: 10.705) и (Сарајево дио — Нови Град: 3.536). У дијелу који припада општини Источни Стари Град (Сарајево дио — Стари Град) 2013. године пописано је 39 лица, а у дијелу који припада општини Источно Ново Сарајево (Сарајево дио — Ново Сарајево) пописана су 84 лица.